# Klaverbandspanner
De klaverbandspanner (Scotopteryx bipunctaria) is een vlinder uit de familie van de spanners (Geometridae). 

## Kenmerken
De voorvleugellengte bedraagt tussen de 15 en 18 mm. De basiskleur van de voorvleugel is grijs, met talrijke fijne grijze en bruine golflijntjes. De middenband is bruin met een grijs gebied waarin duidelijk twee zwarte puntjes staan. De vleugel is vrij puntig. De achtervleugel is tamelijk egaal bruingrijs.

## Levenscyclus
De klaverbandspanner gebruikt klaver en sommige andere kruidachtige planten als waardplanten. De rups is te vinden van augustus tot juni en overwintert. Er is jaarlijks een generatie die vliegt van juli tot in september.

## Voorkomen
De soort komt verspreid voor van Marokko, Zuid- en West-Europa tot de Oeral. De klaverbandspanner is in Nederland en België een zeer zeldzame soort. 